# سوزان نويل
سوزان نويل (بالفرنسية: Suzanne Noël) هي طبيبة فرنسية، ولدت في 8 يناير 1878 في لاون في فرنسا، وتوفيت في 31 يناير 1954 في باريس في فرنسا.